# Fußball-Weltmeisterschaft der Frauen 2007/Deutschland

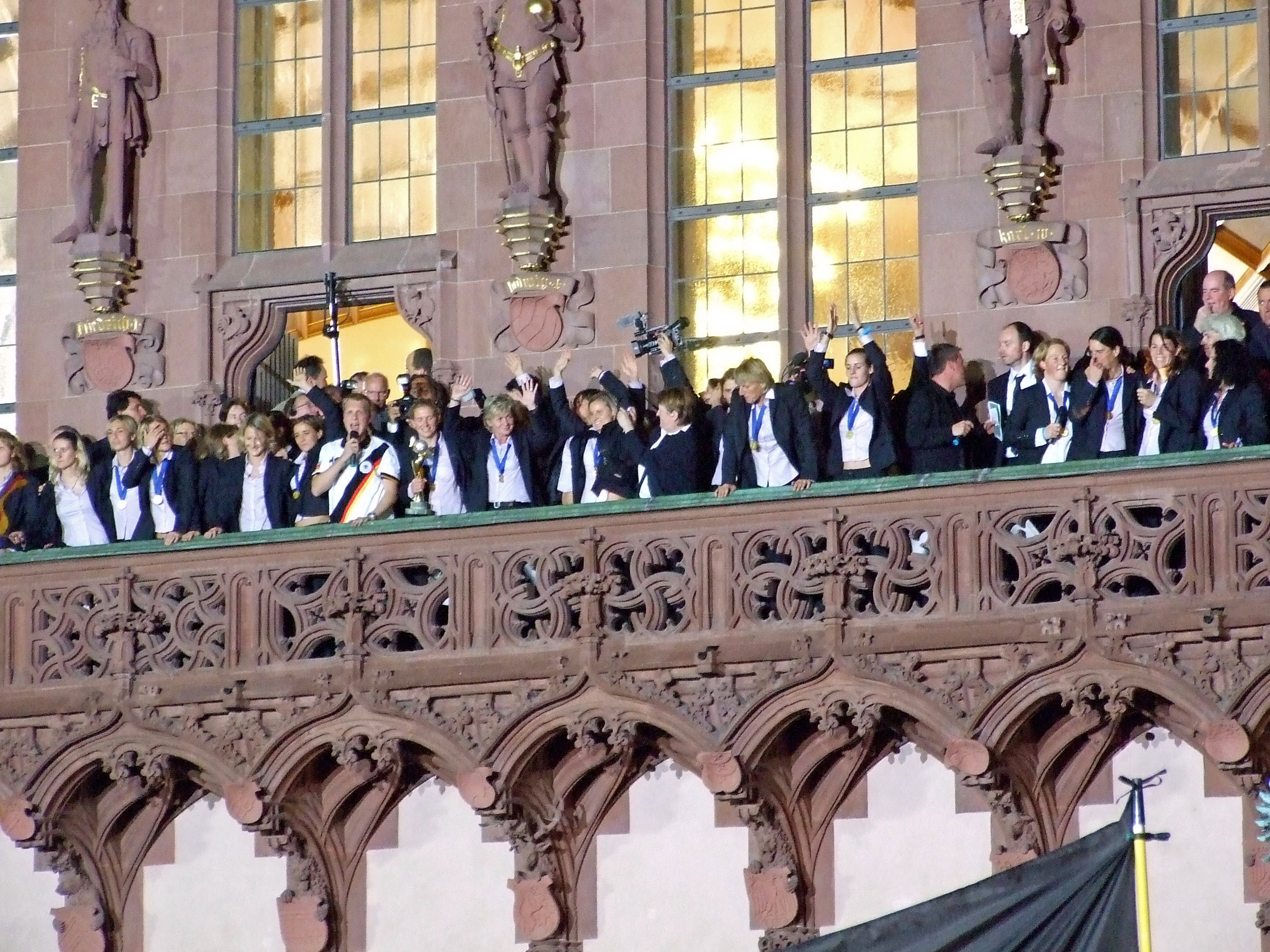
Empfang auf dem Römerbalkon nach der WM 2007

Dieser Artikel behandelt die deutsche Fußballnationalmannschaft der Frauen bei der Fußball-Weltmeisterschaft der Frauen 2007 in der Volksrepublik China.

## Qualifikation
Der amtierende Weltmeister traf in der Europa-Qualifikationsgruppe 4 auf Irland, Russland, Schottland und die Schweiz. Dabei gewann die deutsche Elf alle Spiele und qualifizierte sich souverän für die Weltmeisterschaft.
| Rang | Land        | Tore | Punkte |
| ---- | ----------- | ---- | ------ |
| 1.   | Deutschland | 31:3 | 24     |
| 2.   | Russland    | 24:9 | 18     |
| 3.   | Schottland  | 4:20 | 8      |
| 4.   | Irland      | 3:12 | 4      |
| 5.   | Schweiz     | 3:18 | 4      |

| Deutschland – Russland                                                                                               | 5:1 (3:0) |
| 1:0 Lingor (6., Elfmeter), 2:0 Grings (7.), 3:0 Minnert (43.), 3:1 Komarova (60.), 4:1 Prinz (87.), 5:1 Smisek (90.) |           |
| Deutschland – Schottland                                                                                             | 4:0 (1:0) |
| 1:0 Grings (24.), 2:0 Stegemann (57.), 3:0 Prinz (60.), 4:0 Prinz (79.)                                              |           |
| Deutschland – Schweiz                                                                                                | 4:0 (3:0) |
| 1:0 Jones (10.), 2:0 Carlson (20.), 3:0 Wimbersky (36.), 4:0 Carlson (62.)                                           |           |
| Deutschland – Irland                                                                                                 | 1:0 (1:0) |
| 1:0 Wimbersky (3.)                                                                                                   |           |
| Irland – Deutschland                                                                                                 | 0:3 (0:3) |
| 0:1 Wimbersky (2.), 0:2 Prinz (16.), 0:3 Garefrekes (45.)                                                            |           |
| Schweiz – Deutschland                                                                                                | 0:6 (0:1) |
| 0:1 Pohlers (1.), 0:2 Prinz (57.), 0:3 Wimbersky (72.), 0:4 Lingor (78.), 0:5 M. Müller (89.), 0:6 Garefrekes (90.)  |           |
| Schottland – Deutschland                                                                                             | 0:5 (0:3) |
| 0:1 Prinz (26.), 0:2 Lingor (36.), 0:3 Garefrekes (44.), 0:4 Prinz (53.), 0:5 Smisek (67.)                           |           |
| Russland – Deutschland                                                                                               | 2:3 (0:3) |
| 0:1 Smisek (32.), 0:2 Garefrekes (35.), 0:3 Prinz (45.), 1:3 Barbaschina (84.), 2:3 Kremlewa (90.)                   |           |

## Die Mannschaft

### Aufgebot
Unter den insgesamt 21 nominierten deutschen Spielerinnen befanden sich noch zwölf Weltmeisterinnen von 2003. Sieben Spielerinnen hatten zu Beginn des Turniers mehr als 100 Länderspiele absolviert.
| Nr.        | Name               | Verein vor WM-Beginn   | Geburtstag         | Spiele   | Tore     |          |          |          |
| Torhüter   | Torhüter           | Torhüter               | Torhüter           | Torhüter | Torhüter | Torhüter | Torhüter | Torhüter |
| ---------- | ------------------ | ---------------------- | ------------------ | -------- | -------- | -------- | -------- | -------- |
| 01         | Nadine Angerer     | 1. FFC Turbine Potsdam | 10. November 1978  | 6        | –        | –        | –        | –        |
| 12         | Ursula Holl        | SC 07 Bad Neuenahr     | 26. Juni 1982      | –        | –        | –        | –        | –        |
| 21         | Silke Rottenberg   | 1. FFC Frankfurt       | 25. Januar 1972    | –        | –        | –        | –        | –        |
| Abwehr     |                    |                        |                    |          |          |          |          |          |
| 03         | Saskia Bartusiak   | 1. FFC Frankfurt       | 9. September 1982  | 1        | –        | –        | –        | 1        |
| 15         | Sonja Fuss         | FCR 2001 Duisburg      | 5. November 1978   | –        | –        | –        | –        | –        |
| 17         | Ariane Hingst      | Djurgården Damfotboll  | 25. Juli 1979      | 6        | –        | –        | –        | –        |
| 05         | Annike Krahn       | FCR 2001 Duisburg      | 1. Juli 1985       | 5        | 1        | –        | –        | 1        |
| 13         | Sandra Minnert     | SC 07 Bad Neuenahr     | 7. April 1973      | 3        | –        | –        | –        | –        |
| 04         | Babett Peter       | 1. FFC Turbine Potsdam | 12. Mai 1988       | –        | –        | –        | –        | –        |
| 02         | Kerstin Stegemann  | SG Wattenscheid 09     | 29. September 1977 | 6        | 1        | –        | –        | –        |
| Mittelfeld |                    |                        |                    |          |          |          |          |          |
| 19         | Fatmire Bajramaj   | FCR 2001 Duisburg      | 1. April 1988      | 4        | –        | –        | –        | 1        |
| 07         | Melanie Behringer  | SC Freiburg            | 18. November 1985  | 6        | 2        | –        | –        | –        |
| 06         | Linda Bresonik     | SG Essen-Schönebeck    | 7. Dezember 1983   | 6        | -        | –        | –        | 1        |
| 18         | Kerstin Garefrekes | 1. FFC Frankfurt       | 4. September 1979  | 6        | 2        | –        | –        | 2        |
| 14         | Simone Laudehr     | FCR 2001 Duisburg      | 12. Juli 1986      | 5        | 1        | –        | –        | 2        |
| 10         | Renate Lingor      | 1. FFC Frankfurt       | 11. Oktober 1975   | 6        | 4        | –        | –        | –        |
| 20         | Petra Wimbersky    | 1. FFC Frankfurt       | 9. November 1982   | 2        | –        | –        | –        | –        |
| Angriff    |                    |                        |                    |          |          |          |          |          |
| 11         | Anja Mittag        | 1. FFC Turbine Potsdam | 16. Mai 1985       | 1        | –        | –        | –        | –        |
| 16         | Martina Müller     | VfL Wolfsburg          | 18. April 1980     | 4        | 1        | –        | –        | 1        |
| 09         | Birgit Prinz       | 1. FFC Frankfurt       | 25. Oktober 1977   | 6        | 5        | –        | –        | –        |
| 08         | Sandra Smisek      | 1. FFC Frankfurt       | 3. Juli 1977       | 6        | 3        | –        | –        | –        |
| Trainer    |                    |                        |                    |          |          |          |          |          |
|            | Silvia Neid        |                        | 2. Mai 1964        |          |          |          |          |          |

### Quartier
Die DFB-Auswahl reiste am Montag, 3. September 2007 nach Shanghai. Dort war die Mannschaft zusammen mit den Delegationen der Gruppengegner im Fünf-Sterne-Hotel Hua Ting untergebracht. Die deutsche Delegation wurde von DFB-Präsident Theo Zwanziger angeführt.

## Spiele bei der Weltmeisterschaft
In der Vorrunde traf die deutsche Mannschaft auf Argentinien, England und Japan. Dies hatte die Auslosung am 22. April 2007 ergeben. Die Partie gegen Argentinien am 10. September 2007 war das Eröffnungsspiel des Turniers.

### Vorrunde
Deutschland – Argentinien  11:0 (5:0) 
(10. September 2007 in Shanghai, Shanghai-Hongkou-Fußballstadion, 28.098 Zuschauer)
Mit dem ersten zweistelligen und damit auch höchstem Sieg der WM-Geschichte startete der Titelverteidiger in die Weltmeisterschaft. Nach zwölf Minuten ging die deutsche Mannschaft in Führung. Eine Ecke von Behringer boxte die argentinische Torfrau Correa ins eigene Tor. Nach 17 Minuten erhöhte Garefrekes nach einem 50-Meter-Freistoß von Stegemann auf 2:0. Behringer (24.) und zwei Tore von Prinz (29. und 45.) sorgten für den Halbzeitstand von 5:0. In der zweiten Hälfte wurden die völlig überforderten Argentinierinnen überrollt. Lingor machte mit einem Lupfer in der 51. Minute das halbe Dutzend voll. Ein Doppelschlag von Smisek (57.) und Prinz (59., per Kopfball) schraubte das Ergebnis in die Höhe. In der 70. Minute erzielte Smisek mit einem Schuss aus zwölf Metern in den Winkel das 9:0 und brach damit den bisherigen Torrekord. Das zehnte Tor erzielte wiederum Smisek (79.). Den Endstand besorgte erneut die argentinische Torfrau mit ihrem zweiten Eigentor nach einer Lingor-Ecke. Die Eigentore wurden von der FIFA nachträglich für die deutschen Spielerinnen gewertet. Somit erzielte Behringer offiziell das erste, Lingor das letzte Tor.
Neben den dreifachen Torschützinnen Prinz und Smisek ragte die Flügelzange mit Behringer und Garefrekes heraus. Birgit Prinz überholte mit ihren Treffern Bettina Wiegmann als beste deutsche WM-Torschützin. In der ewigen WM-Torjägerliste schloss Prinz mit zwölf Toren zu Michelle Akers (USA) auf.
Silvia Neid zeigte sich nach dem Spiel zufrieden und lobte die gute Chancenverwertung. Birgit Prinz kritisierte nach dem Spiel die vielen Fehler, die gemacht wurden. „Nach dem Auftaktspiel wissen wir leider immer noch nicht so genau, wo wir stehen.“ Die Liveübertragung im ZDF sahen durchschnittlich 2,5 Millionen Menschen, was einem Marktanteil von ca. 21 Prozent entsprach.
Deutschland spielte in folgender Aufstellung: Angerer – Stegemann, Minnert, Hingst, Bresonik – Garefrekes (84. Mittag), Laudehr (75. Bartusiak), Lingor, Behringer (68. Wimbersky) – Smisek, Prinz.
 Deutschland – England  0:0 
(14. September 2007 in Shanghai, Shanghai-Hongkou-Fußballstadion, 27.730 Zuschauer)
Silvia Neid musste ihre Anfangsformation leicht ändern. Sandra Minnert erlitt im Training eine Oberschenkelzerrung. Dafür kam die Duisburgerin Annike Krahn in die Mannschaft. Durch starke Regenfälle war der Rasen aufgeweicht, was den kampfstarken Engländerinnen zugutekam. Nach sechs Minuten hatte Krahn die erste Torchance. Ein Fernschuss von Linda Bresonik (18.) war die einzige weitere Torchance in einer schwachen ersten Halbzeit. Beide Mannschaften leisteten sich zu viele Abspielfehler, so dass es kaum weitere nennenswerte Höhepunkte in der ersten Hälfte gab. Kurz vor der Halbzeit musste Englands Torfrau Rachel Brown nach einem Kopfball von Kerstin Garefrekes und dem Nachschuss von Birgit Prinz zweimal eingreifen. Im zweiten Abschnitt spielte die deutsche Elf weitestgehend konzept- und ideenlos, während die Engländerinnen auf Konter lauerten. Sowohl Birgit Prinz als auch Sandra Smisek bekamen nur wenige Chancen. In der 82. Minute hatte Garefrekes die beste Möglichkeit zum Führungstor. Ihr Schuss wurde jedoch von Brown per Fußabwehr geklärt. Simone Laudehr sah ihre zweite gelbe Karte und musste beim Spiel gegen Japan zuschauen. Die Bundestrainerin lobte nach dem Spiel die gute Abwehrleistung, bemängelte aber die vielen Leichtsinnsfehler im Spiel nach vorne.
Deutschland spielte in folgender Aufstellung: Angerer – Stegemann, Krahn, Hingst, Bresonik – Garefrekes, Laudehr, Lingor, Behringer (63. Bajramaj) – Smisek, Prinz.
 Deutschland – Japan  2:0 (1:0) 
(17. September 2007, Hangzhou, Hangzhou-Dragon-Stadion, 39.817 Zuschauer)
Durch die Gelbsperre von Simone Laudehr musste Silvia Neid ihre Mannschaft erneut umstellen. Ursprünglich sollte Saskia Bartusiak in die Abwehr rücken, dafür sollte Linda Bresonik den Part von Laudehr im defensiven Mittelfeld übernehmen. Schließlich beließ Neid Bresonik in der Abwehr. Dafür spielte Petra Wimbersky im rechten Mittelfeld und Kerstin Garefrekes rückte in die Mitte.
Bereits nach vier Minuten hatte Wimbersky die erste Chance, scheiterte aber an der starken Torfrau Fukumoto. Kurze Zeit später scheiterte Garefrekes mit einer Großchance. Die Japanerinnen konnten sich durch ein paar Entlastungsangriffe aus der deutschen Umklammerung befreien. Nach 21 Minuten ging die deutsche Elf in Führung. Nach einer Ecke von Lingor sorgte Birgit Prinz per Linksschuss für das 1:0. Mit ihrem 13. WM-Treffer ist Prinz nun die erfolgreichste Torjägerin bei Weltmeisterschaften und überholte die US-Amerikanerin Michelle Akers. Die deutsche Elf kam zu weiteren Chancen, konnte aber die Führung nicht erhöhen. In der zweiten Hälfte schalteten die Deutschen einen Gang zurück und kamen nur zu wenigen Chancen. Die Japanerinnen konnten die deutsche Zurückhaltung jedoch nicht ausnutzen, so dass der Großteil des zweiten Durchgangs ohne nennenswerte Höhepunkte blieb. Erst spät kam die Neid-Elf zu weiteren Chancen, doch weder Bajramaj, noch Wimbersky oder Prinz konnten diese in Tore umwandeln. Drei Minuten vor dem Abpfiff wurde die eingewechselte Martina Müller im Strafraum zu Fall gebracht. Den Elfmeter verwandelte Renate Lingor zum 2:0-Endstand. Die deutsche Elf konnte sich durch diesen Sieg als Gruppensieger für das Viertelfinale qualifizieren, während die Japanerinnen die Heimreise antreten mussten.
Deutschland spielte in folgender Aufstellung: Angerer – Stegemann, Hingst, Krahn, Bresonik – Wimbersky, Garefrekes, Lingor, Behringer (57. Bajramaj) – Prinz, Smisek (78. Müller).

### Viertelfinale
Deutschland – Nordkorea  3:0 (1:0)
(22. September 2007, Wuhan, Wuhan-Sports-Center-Stadion, 37.200 Zuschauer)
Simone Laudehr kehrte nach Ablauf ihrer Gelbsperre wieder in die Mannschaft zurück. Dafür musste Petra Wimbersky ihren Platz räumen. Der Einsatz von Linda Bresonik und Sandra Smisek stand aufgrund von Adduktorenproblemen zunächst auf der Kippe. Die wieder genesene Sandra Minnert blieb zunächst auf der Bank.
In der ersten Hälfte entwickelte sich eine enge Partie mit Chancen auf beiden Seiten. Die deutsche Elf spielte aus einer sicheren Abwehr heraus, tat sich jedoch mit der dicht gestaffelten nordkoreanischen Abwehr schwer. Nordkorea wiederum spielte sich durch ein schnelles Kurzpassspiel einige Möglichkeiten heraus. In der 12. Minute parierte Angerer einen Schuss von Ri Un Gyong mit dem Fuß. Linda Bresonik wollte klären, traf dabei Kim Yong Ae. Glücklicherweise ging der Ball am Pfosten vorbei. Gegen Ende der ersten Halbzeit kam die DFB-Elf besser ins Spiel. Doch Smisek per Flugkopfball (34.) und Prinz per Kopf (39.) konnten kein Tor erzielen. In der 44. Minuten wurde Garefrekes angespielt, setzte sich gegen drei Gegenspielerinnen durch und schlenzte den Ball mit ihrem schwächeren linken Fuß ins Tor. In der zweiten Halbzeit drängten die Nordkoreanerinnen mit aller Macht aufs deutsche Tor, doch die deutsche Abwehr hielt den Angriffen stand. Nach 68 Minuten erzielte Renate Lingor nach einem Doppelpass mit Sandra Smisek aus halblinker Position das 2:0. Vier Minuten später sorgte Annike Krahn mit ihrem ersten Länderspieltor für den Endstand.
Als erste Mannschaft der WM-Geschichte erreichte die deutsche Elf ohne Gegentor das Halbfinale. Torfrau Nadine Angerer wurde zur Spielerin des Spiels gewählt und lobte nach der Partie die gute Zusammenarbeit der Mannschaft. Nach dem Spiel wurde der Vertrag mit der Bundestrainerin Silvia Neid bis 2011 verlängert. Renate Lingors Treffer wurde von den Zuschauern der Sportschau zum „Tor der Woche“ gewählt.
Deutschland spielte in folgender Aufstellung: Angerer – Stegemann, Hingst, Krahn, Bresonik (77. Minnert) – Garefrekes, Laudehr, Lingor, Behringer – Prinz, Smisek (74. Müller).

### Halbfinale
Deutschland – Norwegen  3:0 (1:0)
(26. September 2007, Tianjin, Tianjin-Olympic-Center-Stadion, 53.819 Zuschauer)
Durch einen klaren 3:0-Sieg zog die deutsche Nationalmannschaft zum dritten Mal nach 1995 und 2003 in das Finale der Fußball-Weltmeisterschaft ein. Gegenüber dem Viertelfinale nahm Silvia Neid keine Veränderung in der Anfangsformation vor.
Innerhalb der ersten Viertelstunde kam Sandra Smisek zu zwei hochkarätigen Chancen. Danach machten die Norwegerinnen Druck, doch weder Larsen Kaurin, Stensland noch Solveig Gulbrandsen konnte Nadine Angerer im deutschen Tor überwinden. In der 27. Minute brach die deutsche Elf den von China gehaltenen Rekord für die längste Zeit ohne Gegentor (442 Minuten). Kurz vor der Pause verletzte sich Melanie Behringer. Für sie kam Fatmire Bajramaj ins Spiel, die gleich Prinz in Szene setzen konnte, deren Flanke von Trine Rønning unglücklich ins eigene Tor geköpft wurde. Zu Beginn der zweiten Hälfte erhöhte die DFB-Auswahl den Druck und erspielte sich zahlreiche Tormöglichkeiten. Norwegen kam nur noch durch Klaveness zu einer Chance. Im direkten Gegenzug drang Prinz in den Strafraum ein und legte auf Stegemann ab. Ihr Schuss wurde abgefälscht, flog im hohen Bogen über Norwegens Torfrau Bente Nordby und prallte vom Innenpfosten ins Tor. Drei Minuten später schnappte sich die eingewechselte Martina Müller einen verunglückten Rückpass von Siri Nordby und erzielte den 3:0-Endstand. In der 78. Minute hätte Bajramaj noch erhöhen können, doch ihr Schuss ging an die Latte.
Die Liveübertragung des Spiels verfolgten in Deutschland durchschnittlich 3,7 Millionen Zuschauer, was einem Marktanteil von 32,3 Prozent entspricht.
Deutschland spielte in folgender Aufstellung: Angerer – Stegemann, Hingst, Krahn, Bresonik (81. Minnert) – Garefrekes, Laudehr, Lingor, Behringer (40. Bajramaj) – Prinz, Smisek (65. Müller).

### Finale
Deutschland – Brasilien  2:0 (0:0)
(30. September 2007, Shanghai, Shanghai-Hongkou-Fußballstadion, 31.000 Zuschauer)
Die deutsche Frauennationalmannschaft schrieb mit ihrem Finalsieg Fußballgeschichte. Zum ersten Mal gelang dem amtierenden Weltmeister die Titelverteidigung und als erste Mannschaft blieb die deutsche Elf im Turnierverlauf ohne Gegentor. Birgit Prinz stellte mit ihrer dritten Finalteilnahme ebenfalls einen neuen Rekord auf.
Silvia Neid schickte ihre Mannschaft unverändert in das Endspiel. Bereits nach fünf Minuten hatte Kerstin Garefrekes die erste Möglichkeit. Ihr Schuss aus halbrechter Position traf allerdings nur das Außennetz. Drei Minuten später herrschte im deutschen Strafraum große Verwirrung nach einem Freistoß der Brasilianerinnen, den man nur mit Glück unbeschadet überstand. Die beste Chance der Deutschen hatte nach einer Viertelstunde Sandra Smisek, die nach einer Kombination über Simone Laudehr und Birgit Prinz aus 14 Metern am Tor vorbeizog. Mitte der ersten Halbzeit hatten die Südamerikanerinnen Feldvorteile. Ein Schuss von Daniela traf in der 24. Minute nur den Pfosten, ihr anschließender Kopfball ging über das Tor. Eine Minute später klärten Annike Krahn und Nadine Angerer in höchster Not, nachdem Marta Ariane Hingst bereits überlaufen hatte. Ein Stockfehler Melanie Behringers, die nach einer Flanke von Kerstin Garefrakes frei vor Andréia auftauchte, vereitelte eine gute Möglichkeit. Die deutsche Abwehr stand im Weiteren sicherer, der Angriff konnte sich aber zunächst keine weiteren Chancen erspielen. Somit ging es torlos in die Halbzeitpause. Nach dem Wiederanpfiff übernahm die deutsche Elf gleich wieder die Initiative. In der 52. Minute ließ Sandra Smisek im Strafraum durch eine geschickte Drehung ihre Gegenspielerin stehen, passte auf Birgit Prinz, die mit ihrem fünften Turniertor die Führung erzielte. Brasilien machte jetzt mehr Druck. Nach einer Ecke verpasste der Kopfball von Annike Krahn nur knapp das Tor. Nach 64 Minuten wurde die Brasilianerin Cristiane von Linda Bresonik im Strafraum gefoult. Den fälligen Elfmeter von Marta konnte Nadine Angerer jedoch abwehren. Kurz darauf faustete Angerer einen gefährlichen Freistoß von Daniela aus dem Winkel. Die folgenden Angriffe konnten die Brasilianerinnen nicht in Tore verwerten, da die deutsche Abwehr sicher stand. Vier Minuten vor Schluss fiel die Entscheidung: Nach einer Ecke von Renate Lingor erzielte Simone Laudehr per Kopfball das 2:0, das von den Zuschauern der Sportschau zum Tor des Monats September gewählt wurde.
DFB-Präsident Theo Zwanziger sprach nach dem Spiel von einer „großartigen Stunde für den deutschen Fußball“. Die Liveübertragung des ZDF verfolgten im Schnitt 9 Millionen Zuschauer, in der Spitze waren es bis zu 11,5 Millionen. Der Marktanteil lag bei 50,5 Prozent.
Deutschland spielte in folgender Aufstellung: Angerer – Stegemann, Hingst, Krahn, Bresonik – Garefrekes, Laudehr, Lingor, Behringer (74. Müller) – Prinz, Smisek (80. Bajramaj).

## Ehrungen
Nadine Angerer wurde zur besten Torfrau des Turnieres gewählt. Birgit Prinz erhielt den silbernen Ball für die zweitbeste Spielerin des Turniers. Neben Angerer und Prinz wurden Ariane Hingst, Renate Lingor und Kerstin Stegemann in das All Star-Team gewählt. Simone Laudehrs 2:0 im Finale wurde zum Tor des Monats gewählt.